# Frontline (клуб)
Frontline — британский журналистский клуб и благотворительная организация, ведущий дискуссионный центр в Лондоне, место организации открытых дискуссий. Клуб предоставляет альтернативу традиционным новостям и привлекает внимание аудитории к забытым проблемам и кризисам нашей планеты. Каждую неделю в клубе Frontline проходят дискуссии, репортажи и показы новаторских документальных фильмов.

## История
Frontline Club открылся в 2003 году. Первоначально клуб представлял собой сообщество английских журналистов-фрилансеров, работавших в основном в зонах военных конфликтов. В настоящее время членами клуба являются более тысячи журналистов из разных стран.
Клуб Frontline в Лондоне занимает трёхэтажное здание c комнатами для членов клуба, рестораном и открытой площадкой для дискуссий. Доходы от ресторана идут на финансирование мероприятий клуба.
В декабре 2010 года Воган Смит, владелец клуба, оказывал финансовую поддержку Джулиану Ассанжу и предложил свой дом в Норфолке в качестве залога. Ассанж пробыл в клубе в течение двух месяцев.

## Frontline в России
Frontline в России — совместный проект Frontline Club и Центра экстремальной журналистики Союза журналистов России. Идея создания Frontline в России возникла в 2006 году во время встречи основателя Frontline Club Воана Смита, Аннели Шлауг и Олега Панфилова и получила развитие при обсуждении будущего проекта с Игорем Яковенко, Генеральным секретарем Союза журналистов России, и Мананой Асламазян, президентом Фонда «Образованные медиа».
Первый показ фильма в рамках проекта «Frontline в России» состоялся 7 ноября 2006 года в Барнауле.